# Stefan Feld
Stefan Feld (Karlsruhe, 1970) is een Duits spellenauteur.
Reeds als kind was Feld bezig met bord- en rollenspellen. Hij ontwikkelde toen al zijn eigen spellen.
In 1998 nam hij deel aan een wedstrijd georganiseerd door de WDR en de Friedhelm-Merz-Verlag. De opdracht was het ontwerpen van een spel over het thema "radio". Feld werd tweede. Daarna begon hij regelmatig gamebeurzen en auteursbijeenkomsten bij te wonen. Daar kwam hij voor het eerst in contact met redacteuren van spellenuitgevers, waaronder Alea en Queen Games.
In 2005 werd zijn eerste spel Revolte in Rom (Queen Games) uitgegeven. Datzelfde jaar werd het spel genomineerd voor de International Gamers Award. Het jaar daarop werd het voor het Spiel des Jahres genomineerd.
Sindsdien heeft Feld tientallen andere spellen ontwikkeld. In 2011 waren drie van de 10 eerste spellen van de Deutscher Spiele Preis van zijn hand.
Feld woont in Gengenbach en geeft daar sinds 1999 lichamelijke opvoeding en natuurkunde aan het Marta-Schanzenbach-Gymnasium. Sinds 2014 is hij directeur van de middelbare school. Hij is getrouwd en heeft een zoon.

## Lijst met spellen
- 2005 Revolte in Rom
- 2006 Um Ru(h)m und Ehre
- 2007 Im Jahr des Drachen
- 2007 Notre Dame
- 2008 De Naam van de Roos
- 2009 Arena: Revolte in Rom II
- 2009 Die Säulen Der Erde: Duell der Baumeister
- 2009 Macao
- 2010 Luna: Im Tempel der Mondpriesterin
- 2010 Het koopmanshuis
- 2011 Die Burgen von Burgund
- 2011 Strasbourg
- 2011 Trajan
- 2013 Bora Bora
- 2013 Rialto
- 2013 Brugge
- 2013 Amerigo
- 2014 La Isla
- 2014 AquaSphere
- 2016 Die Burgen von Burgund: Das Kartenspiel
- 2016 Jórvík (herimplementatie van Het koopmanshuis)
- 2016 Het orakel van Delphi
- 2017 Die Burgen von Burgund: Das Würfelspiel
- 2017 Merlin
- 2018 Forum Trajanum
- 2018 Carpe Diem
- 2020 Bonfire
- 2020 The Castles of Tuscany
- 2022 Hamburg (herimplementatie van Brugge)
- 2022 Amsterdam (herimplementatie van Macao)
- 2022 New York City (herimplementatie van Rialto)
- 2022 Marrakesh